# 工藤万砂美
工藤 万砂美（くどう まさみ、男性、1925年2月22日 - 1996年8月27日）は、日本の実業家。政治家。参議院議員（1期、自由民主党）。北海道議会議員（通算4期）。

## 来歴・人物
北海道歌志内市出身。1943年早稲田実業学校卒。翌年陸軍に召集される。中央大学法学部に入るも中退。戦後、空知建設工業株式会社を創立し、代表取締役となる。ほか空知物産（株）、丸美大道通商（株）の各代表取締役に就任し、歌志内商工会議所会頭を務めた。1971年から北海道議を3期務め、1983年の第13回参議院議員通常選挙で北海道選挙区から自民党公認で立候補し当選。1986年の第3次中曽根内閣で法務政務次官、1988年の竹下改造内閣で北海道開発政務次官に就任。翌1989年の宇野内閣でも留任した。同年の第15回参議院議員通常選挙で落選した。1991年の北海道議選に出馬して当選。道議に復帰した。1995年に落選。同年4月、勲二等瑞宝章を受章。1996年8月27日、胆石症のため札幌市の手稲渓仁会病院で死去、71歳。死没日をもって従四位に叙される。